# ČD 810
ČD 810 of ŽSR 810, vroegere naam ČSD M 152.0 is een serie van Tsjechoslowaakse dieseltreinstellen. Ze zijn tussen 1975 en 1984 geproduceerd door Vagonka Studénka.
De railbussen worden ingezet in heel Tsjechië en Slowakije op lijnen met weinig passagiers. Enkele eenheden zijn naar Polen verhuisd, en worden door SKPL ingezet op de pendeldienst van Pleszew Wąskotorowy naar Pleszew Miasto.

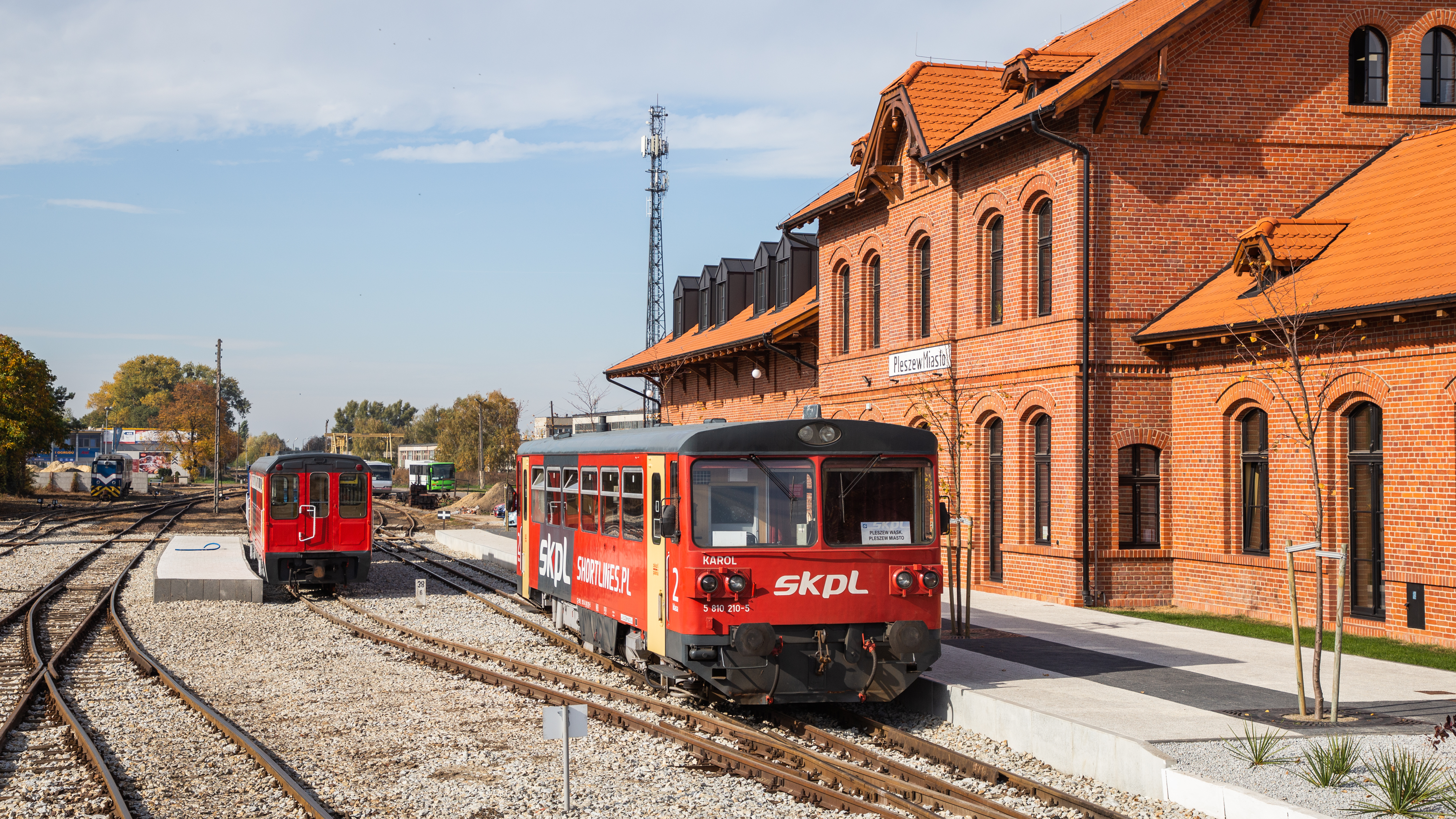
SKPL 810 in Pleszew Miasto